# قلعه اره فورگ
قلعه اره فورگ مربوط به دورهٔ قاجار است و در شهرستان درمیان، ۳ کیلومتری شمال روستای فورگ، در حاشیه جاده فورگ به اسدیه واقع شده و این اثر در تاریخ ۲۴ اسفند ۱۳۸۴ با شمارهٔ ثبت ۱۵۳۱۱ به‌عنوان یکی از آثار ملی ایران به ثبت رسیده است.